# Bingoboys
Bingoboys est un groupe de dance autrichien formé à Vienne et constitué de Klaus Biedermann, Paul Pfab, et Helmut Wolfgruber. Sortis en 1991, les titres How to Dance and Borrowed Love sont entrés dans les charts.

## Discographie

### Album
- 1994 : Color Of Music

### Singles
- 1990 : How To Dance
- 1991 : Borrowed Love
- 1993 : Ten More Minutes
- 1994 : Sugardaddy
- 1994 : No Communication